# Île Bowen
Pour les articles homonymes, voir Bowen.
L’île Bowen est une île côtière de Colombie-Britannique au Canada sur la côte Pacifique, dans la baie Howe. C'est également une municipalité du district régional du Grand Vancouver.

## Population

Île Bowen (rouge) dans le district régional du Grand Vancouver.

- 3 680 (recensement de 2016)[2]
- 3 402 (recensement de 2011)
- 3 362 (recensement de 2006)[3]
- 2 957 (recensement de 2001)